# Irresistible (canção de The Corrs)
"Irresistible" é um compacto da banda irlandesa The Corrs, do terceiro álbum de estúdio da banda In Blue.

## Desempenho nas paradas musicais
| Parada                                        | Melhor posição |
| --------------------------------------------- | -------------- |
| Irish Singles Chart                           | 30             |
| UK Singles Chart                              | 20             |
| ARIA Charts                                   | 27             |
| Recording Industry Association of New Zealand | 8              |
| Swiss Singles Charts                          | 68             |
| Media Control Charts                          | 47             |